# 蒂鲁门格勒姆
蒂鲁门格勒姆（Thirumangalam）是印度泰米尔纳德邦馬杜賴縣的一个城镇。总人口43371（2001年）。

## 人口
该地2001年总人口43371人，其中男性21651人，女性21720人；0—6岁人口4313人，其中男2189人，女2124人；识字率79.81%，其中男性为84.63%，女性为75.01%。